# 圣玛丽亚-德吉亚
大加那利岛圣玛丽亚-德吉亚（西班牙語：Santa María de Guía de Gran Canaria），是西班牙加那利群岛拉斯帕尔马斯省的一个市镇，位于大加那利岛的北部。总面积43平方公里，总人口13924人（2018年），人口密度330人/平方公里。